# Pero Miljković – Limunada
Pero Miljković – Limunada (Trnovica, 1948. - Dubrovnik, 2004.) hrvatski poslovni čovjek i likovni umjetnik.

## Životopis
Rođen u Trnovici, osnovnu školu pohađao u Čepikućama, završio srednju Ekonomsku školu u Dubrovniku. Tijekom srednjoškolskog obrazovanja radi u hotelu Excelsior kao portir i dolazi na zamisao prodaje limunade koja se pokazala izvrsnim poslovnim pothvatom i donijela mu nadimak "Limunada". Za vrijeme studija na Pravnom fakultetu u Zagrebu dolazi na zamisao otvoriti ugostiteljski objekt u žutoj podmornici na koju ga je navela pjesma Beatlesa, Yellow Submarine iz 1968. U to vrijeme bavi se i menadžerskim poslovima, organizira koncerte: Tomislava Ivčića, Dubrovačkih trubadura, Bijelog dugmeta, Parnog valjka i mnogih drugih. Iz Bijele je doplovio na kupljenoj zastarjeloj podmornici koju je htio usidriti u Gradskoj luci, gradske vlasti na kratko dozvoljavaju rad na Batahovini nakon čega je Žuta podmornica odvedena u rezalište u Splitu. Godine 1975. diplomira na Pravnom fakultetu te upisuje studij Hrvatske povijesti na IUC-u u Dubrovniku. Iste se godine oženio Majom s kojim je podigao troje djece. Poduzima vađenje potopljenoga grčkoga broda Agi Nicolaus. Kupuje leut kojim turiste prevozi do obližnjih otoka. Dolazi na zamisao iskorištavanja izgorene šume te na Bosanki otvara pilanu. Zatvara pilanu kako bi na istom mjestu otvorio ugostiteljski objekt Village House u kojemu se poslužuje domaća hrana. Iako je od osnivanja član HDZ-a, HSS ga predlaže za svoga predsjednika. Nakon Domovinskog rata okreće se umjetnosti. Bavi se izradom lijerica, kleše kamene kamenice, kipove. Postao je član Udruženja likovnih i primjenjenih umjetnika Dubrovnik. U svom rodnom selu organizira Likovnu koloniju Trnovica.

## Radovi
- kip sv. Vlaha u Bolnici za uho, nos i grlo u Zagrebu
- kip sv. Lucije na Očnom odjelu Opće bolnice Dubrovnik
- kip "Svirač lijerice" na trgu u Stonu
- kip "Ladi Pi - Pi" u njegovoj kući na Pelinama[4][1]

## Vanjske poveznice
- Ptičica, Dvorište obiteljske kuće unutar zidina pok. Pera Miljkovića – Limunade (1948. – 2004.)  Arhivirana inačica izvorne stranice od 4. ožujka 2016. (Wayback Machine)